# Kruh od krumpira
Kruh od krumpira je oblik kruha u kojem krumpir zamjenjuje dio redovitog pšeničnog brašna. Priprema se na različite načine uključujući da se peče na vrućoj tavi ili u pećnici. Može biti s kvascem ili beskvasni kruh, te mu se mogu dodavati niz drugih sastojaka. Omjer krumpira i pšeničnog brašna značajno varira od recepta do recepta, tako u nekim većinski sastojak je krumpir dok je u drugima pšenično brašno. Krumpir se može koristiti kao pire krumpir ili sušene pahuljice krumpira što ovisi o receptu. Kruh se priprema u cijelom svijetu a vrlo je popularno jelo u Irskoj i Sjevernoj Irskoj. U Irskoj se priprema na mnoge načine sa zobi, jabukama, pečeni, s žara te s raznim preljevima. U Njemačkoj se priprema Kartoffelbrot kruh od krumpira koji sadrži raženo brašno.

## Vanjske poveznice
- Irski recept za kruh od krumpira